# Intercambiador Seiyo Uwa

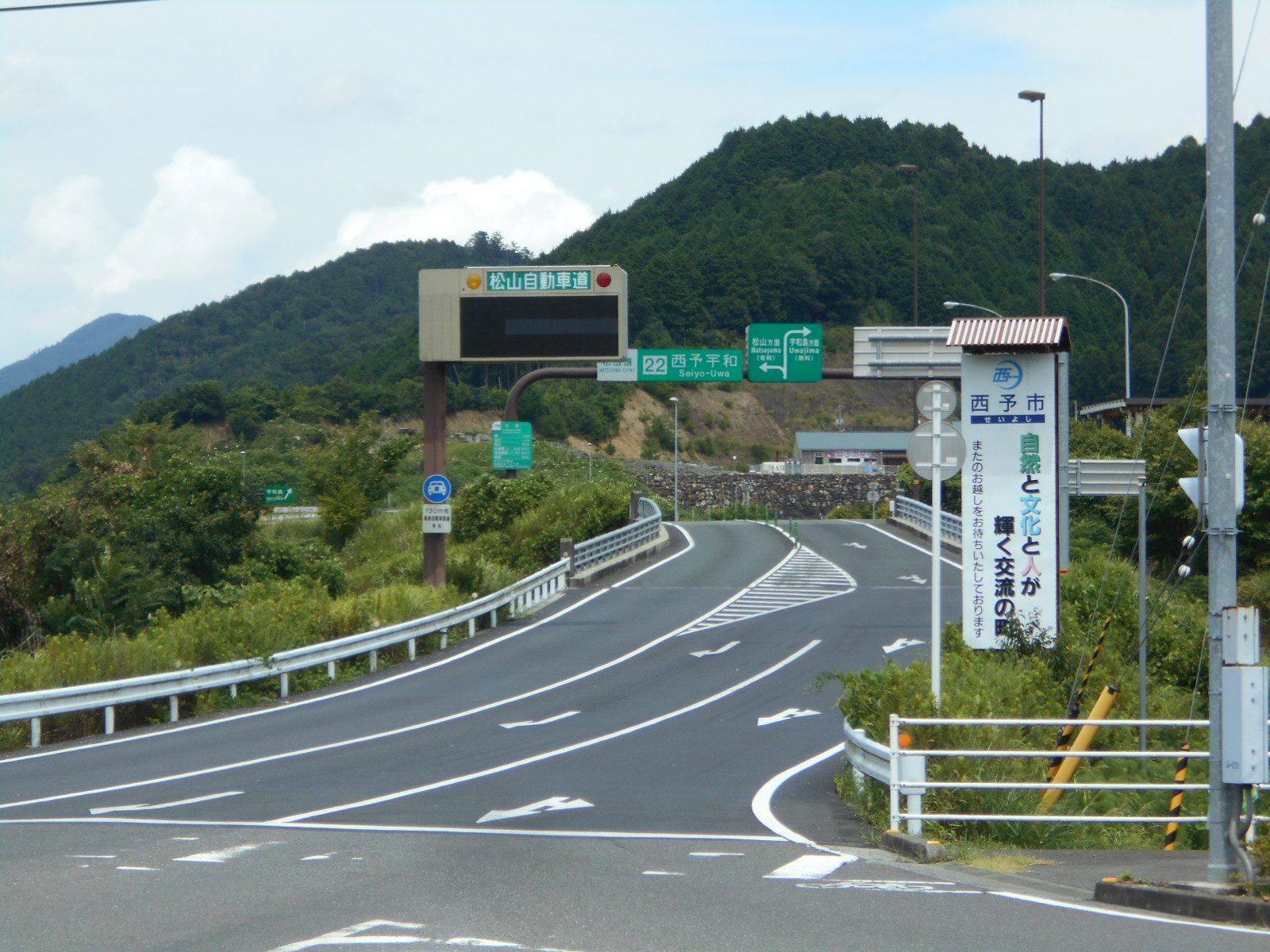
Intercambio Seiyo Uwa

El Intercambiador Seiyo Uwa (西予宇和インターチェンジ Seiyo Uwa-intāchenji?) es un intercambiador que se encuentra en la Ciudad de Seiyo de la Prefectura de Ehime. Es el duodécimo intercambiador de la Autovía de Matsuyama viniendo desde la Prefectura de Kagawa. A abril de 2006 es último intercambiador de la Autovía de Matsuyama hacia el sur.

## Características
Hacia el Intercambiador Uwajima se puede utilizar en forma gratuita.

## Cruce importante
- Ruta Nacional 56

## Alrededores de la estación
- Parque Deportivo Uwa (宇和運動公園 Uwa Undō-kōen?)

## Intercambiador anterior y posterior
- Autovía de Matsuyama

Intercambiador Oozukitatada << Intercambiador Seiyo Uwa >> Intercambiador Mima (proyectado)